# Harlan (Indiana)
Pour les articles homonymes, voir Harlan.
Harlan est une census-designated place située dans le comté d'Allen, dans l’État de l'Indiana, aux États-Unis. Lors du recensement de 2020, elle compte 1 577 habitants.